# Pteris blumeana
Pteris blumeana là một loài thực vật có mạch trong họ Pteridaceae. Loài này được C. Agardh miêu tả khoa học đầu tiên năm 1839.